# Angelo Satanassi
Angelo Satanassi (Santa Sofia, 26 novembre 1925 – Forlì, 18 febbraio 2011) è stato un politico e partigiano italiano, sindaco di Forlì dal 1970 al 1979 e deputato dal 1979 al 1987.

## Biografia
Angelo Satanassi nasce nel 1925 a Santa Sofia da una famiglia di antifascisti socialisti (il nonno fu prosindaco di S. Sofia dal 1910 al 1913 e il padre segretario della locale sezione del Partito Socialista Italiano).
Nel 1943 entra nelle file dei partigiani dell'Ottava Brigata Garibaldi Romagna tra cui milita per tutto il periodo della guerra partigiana nella provincia di Forlì fino alla liberazione di Forlì il 9 novembre 1944.
Nel 1946 si trasferisce a Forlì dove si iscrive al Partito Comunista Italiano e diviene segretario della sezione agraria del partito.
Nel 1951 entra come dirigente nel movimento delle cooperative.
Nel 1956 Satanassi è eletto per il Pci in consiglio comunale a Forlì e presto diviene capogruppo del partito; viene poi rieletto alle successive elezioni del 1960, 1964, 1966 e 1967.

## Sindaco e deputato
A seguito del successo elettorale alle elezioni comunali del 7-8 giugno 1970, Angelo Satanassi è eletto sindaco di Forlì in rappresentanza di una coalizione formata da PCI, PSI e PSIUP.
Nel 1975 viene rieletto trionfalmente con uno straordinario successo del PCI, che tocca con il 48,6% dei voti il massimo storico a Forlì.
Tra le politiche portate avanti dalle giunte guidate da Satanassi sono da ricordare gli interventi per la riqualificazione delle aree periferiche della città, la creazione dei comitati di quartiere e gli interventi a sostegno degli operai rimasti senza lavoro dopo la crisi della Mangelli.
Da segnalare è anche l'avvio dei lavori per la costruzione della diga di Ridracoli, fortemente voluta da Satanassi e dal sindaco di Ravenna Canosani.
Il 2 maggio 1979 Satanassi si dimette da sindaco per candidarsi al parlamento italiano; eletto alle elezioni del 3 giugno 1979 e confermato nel 1983, rimane in parlamento fino al 1987.
Durante i suoi due mandati si occupa di agricoltura e opere pubbliche.

## Dopo il 1987
Pur avendo sostenuto la mozione Cossutta, al congresso del PCI del 1991 Satanassi entra nel Partito Democratico della Sinistra e poi nei Democratici di Sinistra (in questo caso come membro della direzione della federazione di Forlì) e infine nel Partito Democratico..
È stato a lungo un protagonista attivo della vicende della sua città a cui partecipava intervenendo spesso sui giornali o nei dibattiti politici.
È scomparso nel 2011 all'età di 85 anni dopo una lunga malattia.